# Romain Pillon
Pour les articles homonymes, voir Pillon (homonymie).
Romain Pillon (né le 22 septembre 1988 à Croix) est un coureur cycliste français. Il est le fils de Laurent Pillon, coureur professionnel de 1990 à 2000 et directeur sportif de l'ESEG Douai-Origine Cycles.

## Biographie
Romain Pillon court pendant plusieurs saisons chez les amateurs au sein de l'ESEG Douai dirigée par son père. Durant cette période, il devient champion du Nord-Pas-de-Calais et termine deuxième du Tour du Piémont Vosgien en 2012.
En 2014, il signe un contrat professionnel avec l'équipe continentale française Roubaix Lille Métropole. Pour ses débuts à ce niveau, Il obtient quelques places honorifiques lors de courses disputées en France et en Belgique.
Fin 2015 il quitte la formation Roubaix Lille Métropole après deux années passées au sein de cette équipe.

## Palmarès
- 2012
  - Championnat du Nord-Pas-de-Calais
  - 2e du Tour du Piémont Vosgien
- 2013
  - 3e du Grand Prix de Geluwe

## Classements mondiaux
| Année           | 2014 |
| --------------- | ---- |
| UCI Europe Tour | 934e |